# Na granice
Na granice (На границе) è un film del 1938 diretto da Aleksandr Gavrilovič Ivanov.